# Esquadrão N.º 43 da RAAF
O Esquadrão N.º 43 foi um esquadrão da Real Força Aérea Australiana (RAAF). Formado no início de 1943, o esquadrão operava hidroaviões PBY Catalina a partir de Queensland e do Território do Norte, realizando missões de lançamento de minas aquáticas, protecção de comboios e operações de bombardeamento contra alvos japoneses no teatro do Sudoeste do Pacífico. Estas operações fizeram com que o esquadrão operasse numa área tão a norte como a China Meridional. Depois do cessar das hostilidades, o esquadrão foi dissolvido a meio de 1946.